# باديس بن منصور
باديس بن المنصور بن الناصر يعرف أيضا بكنية أبي معد، سابع سلاطين الدولة الحمَّادِيَّة. نشأ في قصر الإمارة في بجاية وتملك بعد وفاة والده المنصور بن الناصر سنة 498 هـ.

## نسبه
هو بَادِيسْ بن الْمَنْصُورْ بنُ الْنَاصِرْ بنُ عِلْنَاسْ بنُ حَمَّاد بنُ بُلْكِينْ بنُ زِيرِي بنُ مَنَادْ الْصَّنْهَاجِي.

## وصفه
كان أبو معد ملكا جبارا، مجازفا ذا مزاج حاد، شديد البأس، عظيم السطوة والنضر، سريع البطش والغضب، كما يصفه ابن الخطيب وابن خلدون، وتعتبر شخصيته شبيهة لشخصية الأمير محسن بن القائد، وقد تقاربا في التصرفات والطباع، مما جعل فترة حكمهما أقصر فترة في تاريخ الحكام.

## عهده
ارتقى باديس للحكم بعد وفاة والده منصور، وما ان تسلم الحكم حتى بدأ يثير المشاكل، فصادر أملاك وزير والده عبد الكريم بن سليمان ثم قتله، وكان مقيما في القلعة فلما توجه لبجاية أقال واليها سهّام، ثم هاجم أخاه عبد العزيز والي الجزائر عزله ونفاه إلى جيجل، وقد قيل أنه رمى أحد أولياء الله الصالحين للأسود، ونجا هذا بأعجوبة بعد أن تركته الأسود، وامتلك باديس الكثير من المخططات الخبيثة تجاه والدته فقد كان يهددها ويتوعدها بالقتل.
وانتهت فترة حكم باديس السيئة بوفاته يوم 13 ذو القعدة 498هـ / 27 جويلية 1105، واستمر حكمه 8 أشهر، ولم يأسف أحد على موته بما في ذلك أمه التي يقال أنها من سممته، فتولى بعده أخوه العزيز.